# Eunice subdepressa
Eunice subdepressa är en ringmaskart som beskrevs av Grube 1866. Eunice subdepressa ingår i släktet Eunice och familjen Eunicidae. Inga underarter finns listade i Catalogue of Life.